# Oreotelia
Oreotelia är ett släkte av flockblommiga växter. Oreotelia ingår i familjen flockblommiga växter.
Kladogram enligt Catalogue of Life:
| Oreotelia | \| \| Oreotelia glauca \| \| \| \| \| \| Oreotelia montana \| \| \| \| |
|           | \| \| Oreotelia glauca \| \| \| \| \| \| Oreotelia montana \| \| \| \| |
|           | Oreotelia glauca                                                       |
|           |                                                                        |
|           | Oreotelia montana                                                      |
|           |                                                                        |